# Камен Златков
Камен Златков е български състезател по ски алпийски дисциплини. Участва на две световни първенства и на зимни олимпийски игри — Пьонгянг 2018.

## Биография
Роден е на 9 август 1997 г. в София.
Състезава се за „Мотен“, София. 

## Участия на зимни олимпийски игри
| Олимпийски игри            | Място     | Държава    | дисциплина       | класиране                                 |
| -------------------------- | --------- | ---------- | ---------------- | ----------------------------------------- |
| Зимни олимпийски игри 2018 | Пьонгчанг | Южна Корея | слалом           | не финишира                               |
| Зимни олимпийски игри 2018 | Пьонгчанг | Южна Корея | гигантски слалом | не финишира                               |
| Зимни олимпийски игри 2022 | Пекин     | Китай      | слалом           | не финишира (20-то място след първи манш) |

## Участия на световни първенства
- 2015, 2017: 2 старта
  - 2017 Санкт Мориц (Швейцария): 36-и в слалома

## Световна купа
- 3 старта

## Европейска купа
- 13 старта
  - Закопане (Полша): 23-ти в слалома
  - 2017 Обергеен (Италия): 23-ти в слалома

## Слалом (ФИС)
- Победител в Кронплац, Италия - януари 2021